# Chắp Bắc Bộ
Chắp Bắc Bộ (danh pháp: Beilschmiedia tonkinensis hoặc bạch mi) là loài thực vật có hoa trong họ Nguyệt quế. Loài này được (Lecomte) Ridl. miêu tả khoa học đầu tiên năm 1920.
Plants of the World Online coi nó là đồng nghĩa với Beilschmiedia roxburghiana.

## Lưu ý
The Plant List cho rằng Hufelandia tovariensis Klotzsch & H.Karst. ex Meisn., 1864 là đồng nghĩa của Beilschmiedia tonkinensis (Lecomte) Ridl., 1920, nhưng có lẽ đây là sai lầm do mô tả gốc của Hufelandia tovariensis là phân bố tại Nam Mỹ (Colombia, Venezuela). POWO hiện tại coi Hufelandia tovariensis là đồng nghĩa của Beilschmiedia tovarensis (Meisn.) Sach.Nishida, 1999.